# Christy Jusung
Christy Jusung, née le 12 décembre 1982 à Jakarta, est une actrice indonésienne.

## Biographie
Elle est devenue largement connue après avoir joué le personnage de Sabrina dans la série télévisée Ramadan Lorong Waktu au début des années 2000. Elle a commencé sa carrière en jouant un petit rôle dans la série Warkop Millenium en 1999. De plus, elle a également joué des rôles dans plusieurs autres productions, dont O-Jekri, Tarzan Betawi, Perjaka et Sial-Sial Mujur.

## Vie personnelle
Christy Jusung est la fille de George Jusung et Juniarty Zulanifah et est le deuxième enfant de ce couple. Son père est chrétien, tandis que sa mère est musulmane. Jusung a choisi de suivre les croyances de sa mère. Elle a épousé l'acteur Hengky Kurniawan en 2008 et a divorcé en 2012. Elle a ensuite épousé Jay Alatas en 2013, mais divorcé en 2014.